# Portret van David Martens
Portret van David Martens is een schilderij door de Noord-Nederlandse schilder Jacob Adriaensz. Backer in het Centraal Museum in Utrecht.

## Voorstelling
Het stelt de Amsterdamse koopman David Martens voor. Deze identificatie is gebaseerd het volgende opschrift op de achterzijde op het doek:

David Martens
zoon van Hans
Martens en Mayken
Baccker.
JAB 1641
Jacob Adriaensz Backer
1608 - 1651.

De familie Martens kwam oorspronkelijk uit Rijsbergen. De ouders van David Martens vestigde zich in 1581 in Amsterdam vanuit Antwerpen. Dit gebeurde tijdens de tweede migratiegolf als gevolg van het Spaanse oorlogsgeweld in de Zuidelijke Nederlanden. Martens was een succesvol koopman. Hij werd benoemd tot consul voor de Staten-Generaal van de Nederlanden in Marseille, waar hij handelde in katoenen en linnen stoffen. Op het portret laat hij zich dan ook afbeelden met een brede linnen kraag afgezet met kantwerk. Onder zijn rijmantel draagt hij een geborduurd linnen hemd.

## Toeschrijving en datering
Het schilderij is linksboven gemonogrammeerd ‘JAB. / 1641’, waarbij de letters JAB staan voor Jacob Adriaensz. Backer.

## Herkomst
Het werk is vermoedelijk geschilderd in opdracht David Martens in Amsterdam. Martens woonde op dat moment mogelijk in het ouderlijk huis naast het Hof van Holland in de Kalverstraat. Na zijn overlijden in 1665 kwam het aan de zoon en schoondochter van zijn broer, Jacob Martens en Aletta Pater, de bouwheer en -vrouw van het Martenshuis in Utrecht. Het bleef in de familie Martens tot en met het laatst levende lid, Jhr. Jacob Constantijn Martens van Sevenhoven (1889-1972). Deze schonk het Martenshuis per legaat aan de Vereniging Hendrick de Keyser. Het portret schonk hij in 1969 aan het Centraal Museum, nadat hij het in 1968 al in bruikleen had gegeven aan die instelling.